# تشو يانغ
تشو يانغ (بالصينية: 周阳) (2 يناير 1971 - ) هي لاعبة كرة قدم صينية في مركز الوسط.

## وصلات خارجية
- تشو يانغ على موقع الاتحاد الدولي (مؤرشف)  (الإنجليزية)